# UFC 142
UFC 142: Aldo vs. Mendes fue un evento de artes marciales mixtas celebrado por Ultimate Fighting Championship el 14 de enero de 2012 en el HSBC Arena, en Río de Janeiro, Brasil.

## Historia
Siyar Bahadurzada estaba programado para enfrentarse a Erick Silva, pero se retiró de la pelea. El veterano peleador Carlo Prater intervino como un reemplazo para Bahadurzada.
Rob Broughton fue programado para enfrentar Ednaldo Oliveira, pero se retiró de la pelea. Recientemente el peso pesado Gabriel Gonzaga reemplazó a Broughton en la pelea.
Paulo Thiago fue programado para enfrentar a Mike Pyle, pero se retiró de la pelea debido a una lesión. Recientemente el peso wélter Ricardo Funch reemplazó a Thiago en la pelea.
Stanislav Nedkov estaba programado para pelear con Fábio Maldonado en este evento, pero los problemas de visado forzarón a Nedkov a retirarse del combate. El recién llegado Caio Magalhaes intervino como un reemplazo para Nedkov a finales de diciembre. Sin embargo, Maldonado se lesionó en menos de una semana antes de su pelea con Magalhaes y el combate fue retirado de la tarjeta.
En el pesaje de UFC 142, Anthony Johnson no pudo hacer el límite de peso medio. Johnson llegó en 11 libras sobre el subsidio de 186 libras de peso, fue multado con el 20 por ciento de sus ingresos y la pelea se disputariá en un peso acordado de 197 kg. Sin embargo, Belfort pidió a Johnson que no pesaara de las 205 libras el día de la lucha. El UFC ordenó que si Johnson no pudo hacer el límite de 205 libras, la pelea se cancelaría. Johnson oficialmente pesó 204,2 libras el día de lucha, y la pelea se llevó a cabo según lo programado.

## Resultados
1. ↑  Por el Campeonato de Peso Pluma de UFC.

## Premios extra
Cada peleador recibió un bono de $65,000.
- Pelea de la Noche: Edson Barboza vs. Terry Etim
- Sumisión de la Noche: Rousimar Palhares
- KO de la Noche: Edson Barboza